# Cyardium cribrosum
Cyardium cribrosum är en skalbaggsart som beskrevs av Francis Polkinghorne Pascoe 1866. Cyardium cribrosum ingår i släktet Cyardium och familjen långhorningar. Inga underarter finns listade i Catalogue of Life.